# Sân bay quốc tế Cheongju
Sân bay Cheongju (Hangul: 청주국제공항; Hanja: 淸州國際空港; Roman hoá tiếng Hàn hiệu chỉnh: Cheongju Gukje Gonghang; McCune-Reischauer: Ch'ŏngju Kukche Konghang) (IATA: CJJ, ICAO: RKTU) là một sân bay quốc tế ở gần thành phố Cheongju, Hàn Quốc. Sân bay này cũng phục vụ thành phố Daejeon. Sân bay này cũng là nơi đóng quân của Không quân Hàn Quốc. Có một nhà ga tàu hoả bên cạnh sân bay, ga sân bay Cheongju.
Bãi đỗ xe có thể chứa 1100 xe, nằm đối diện nhà ga hành khách.

## Hãng hàng không và tuyến bay
| Hãng hàng không  | Các điểm đến                                                 |
| ---------------- | ------------------------------------------------------------ |
| Asiana Airlines  | Jeju                                                         |
| Eastar Jet       | Jeju, Đà Nẵng                                                |
| Korean Air       | Hong Kong, Jeju                                              |
| Vietnam Airlines | Theo mùa: Đà Nẵng, Thành phố Hồ Chí Minh Thuê chuyến: Đà Lạt |
| Bamboo Airways   | Thuê chuyến: Quy Nhơn                                        |
| VietJet Air      | Thuê chuyến: Đà Nẵng, Nha Trang                              |